# John Mercer (Anwalt)
John Mercer (* 6. Februar 1704 oder 1705 in Dublin; † 14. Oktober 1768 in Stafford County, Colony of Virginia) war ein irisch-amerikanischer Anwalt.

## Leben
Mercer wurde als Sohn vom Kaufmann John Mercer und seiner Frau Grace Fenton geboren. Kurze Zeit besuchte er das Trinity College Dublin. Er zog 1720 in die Colony of Virginia und war zunächst kaufmännisch auf einer Slup tätig. Mit seiner Heirat mit Catherine Mason im Jahre 1725, der Tochter des wohlhabenden Plantagenbesitzers George Mason II, trat er in die Pflanzer-Gentry ein und siedelte bei Marlborough am Potomac River im Stafford County. Nach ihrem Tod 1750 heiratete er Ann Roy. Er hielt Sklaven. In den Jahren nach seiner Heirat eröffnete er eine erfolgreiche Anwaltskanzlei. Zu seinen Klienten gehörte der spätere Präsident George Washington. Sein Temperament führte allerdings mehrmals dazu, dass er aus der Anwaltschaft ausgeschlossen wurde. Während einer dieser Phasen entwarf er eine Zusammenfassung der Gesetze Virginias, die bald zu einem Standardwerk wurde.
Seine Privatbibliothek war mit mehreren hundert Bänden eine der größten der gesamten Kolonie. Etwa die Hälfte bestand aus Rechtsschriften, darunter eine Sammlung der Werke des Edward Coke. Wie viele seiner Zeitgenossen verfügte er über Handbücher zur Landwirtschaft, Gärtnerei und Medizin. Des Weiteren informierte er sich über die Entwicklungen der Naturwissenschaften und über die Geschichte. Auch besaß er viele Klassiker wie Homer, Plato und Ovid sowie belles lettres wie Shakespeare, Wycherley und Milton. Das von ihm genutzte Exlibris war ein Wappen mit „per varios casus“ (zu Deutsch etwa: durch mancherlei Unglück), einem Zitat aus der Aeneis von Vergil.

## Familie
Viele von Mercers Söhnen hatten erfolgreiche Karrieren in der Politik.
- George Mercer (1733–1784), Offizier und Politiker
- James Mercer (1736–1793), Delegierter Virginias im Kontinentalkongress
- John Francis Mercer (1759–1821), Mitglied des Verfassungskonvents, des Repräsentantenhauses und Gouverneur von Maryland

Zu seinen Töchtern gehören:
- Sarah Ann Mason Mercer (1738–1806), verheiratet mit Samuel Selden (1725–1791)
- Mary Mercer (1740–1764), verheiratet mit Daniel McCarty dem Jüngeren
- Grace Mercer (1751–1814), verheiratet mit Muscoe Garnett (1736–1803)
- Anna Mercer (1760–1787), verheiratet mit Benjamin Harrison VI (1755–1799), dem älteren Bruder des Präsidenten William Henry Harrison
- Maria Mercer (1761–unbekannt), verheiratet mit Richard Brooke (1760–1816)

Nachdem sein Schwäger George Mason III während eines Schiffbruchs gestorben war, übernahm er zusammen mit dessen Frau Ann Thomson die Erziehung der Kinder. Zu ihnen gehörte der Gründervater George Mason IV, dem er laut dem Historiker Jeff Broadwater ein ausgeprägtes Rechtsverständnis vermittelt habe. Später entwarf er die Virginia Declaration of Rights.